# Fabiola Meco Tébar
Fabiola Meco Tébar (Albacete, 9 d'abril de 1971) és una advocada i política valenciana, diputada a les Corts Valencianes en la IX legislatura.
Llicenciada en dret per la Universitat de València el 2002, és advocada en exercici des de 2004 i professora de dret civil des de 2006. Ha estat membre del comitè d'empresa de CEU-San Pablo. Especialitzada en règim jurídic de fundacions i associacions sense ànim de lucre. Des de 2003 és gerenta de la Fundació CEPS (Centro de Estudios Políticos y Sociales).
Militant de Podem, n'és membre del Consell Ciutadà Autonòmic i diputada per València a les eleccions a les Corts Valencianes de 2015.